# Девлатби-Хутор
Девлатби-Хутор (чечен. Девлатби-Кӏотар) — село в Ножай-Юртовском районе Чеченской Республики. Входит в состав Шовхал-Бердинского сельского поселения.

## География
Село расположено на левом берегу реки Аксай, напротив центра сельского поселения — Шовхал-Берды, в 10 км к северо-западу от районного центра — Ножай-Юрт.
Ближайшие населённые пункты: на севере — село Бешил-Ирзу, на востоке — село Шовхал-Берды, на юге — село Аллерой, на юго-западе — село Турты-Хутор и на северо-западе — село Гансолчу.

## История
В 1944 году после выселения чеченцев, и упразднения Чечено-Ингушской АССР, селение Девлатби-Хутор было переименовано в Чильдаб и заселено выходцами из соседнего Дагестана.
После восстановления Чечено-Ингушской АССР, в 1958 году населённому пункту было возвращено его прежнее название — Девлатби-Хутор, а выходцы из Дагестана переселены обратно.

## Население
| 1990 | 2002 | 2010 |
| ---- | ---- | ---- |
| 133  | ↗164 | ↗200 |

## Образование
- Девлатби-Хуторская муниципальная основная общеобразовательная школа[9].